# Ajax (Oregon)
Ajax az Amerikai Egyesült Államok északnyugati részén, Oregon állam Gilliam megyéjében elhelyezkedő kísértetváros.